# Пасхальный билби

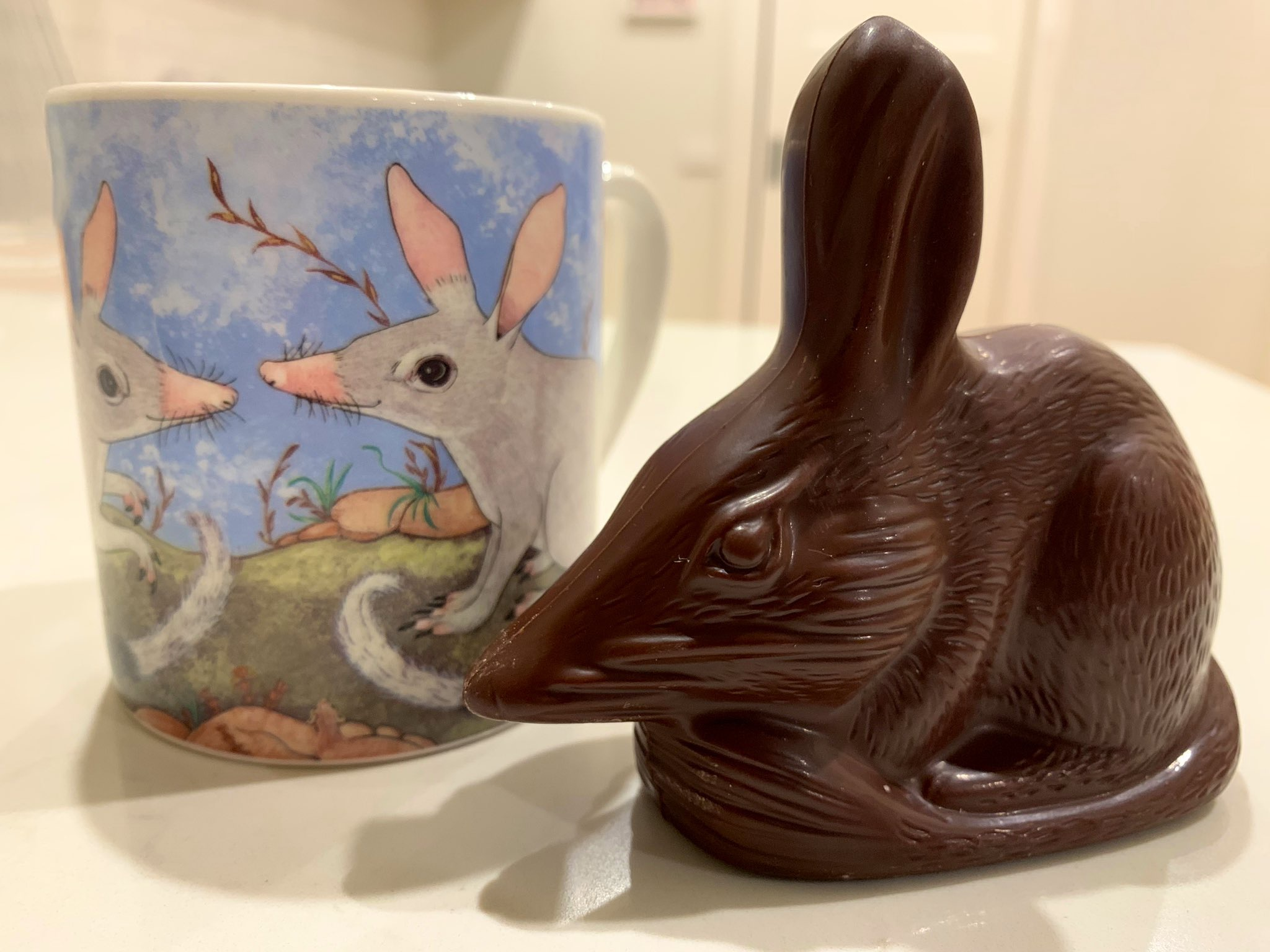
Шоколадный билби. На кружке также изображены билби.

Пасхальный билби — альтернатива пасхальному кролику в Австралии.

## Происхождение

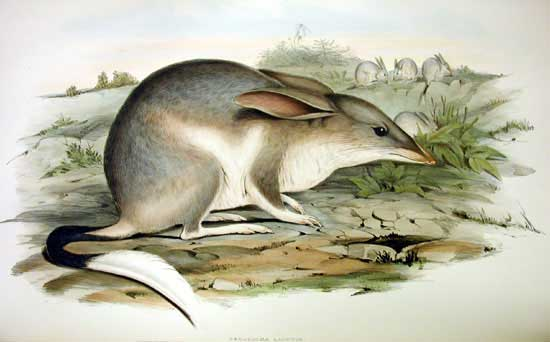
Билби на иллюстрации Джона Гульда

Билби — мелкие австралийские сумчатые, находящиеся под угрозой исчезновения. Многие магазины по всей Австралии продают шоколадные билби, в качестве альтернативы пасхальным кроликам, и другие связанные с ними сувениры, собранные деньги отправляют на программы по сохранению этих животных, кроме того таким образом популяризируется проблема исчезновения билби.
Впервые словосочетание «пасхальный билби» появилось в рассказе «Билли. Австралийский пасхальный билби» 9-летней девочки Роуз-Мари Дастинг, который она написала в марте 1968 года и издала 11 лет спустя. Её рассказ помог пробудить интерес общества к вопросу сохранения билби. В 1991 году Николас Ньюланд из «Фонда за Австралию без кроликов» разработал концепцию «пасхального билби» для привлечения внимания общественности к экологическому ущербу, который наносят дикие кролики, также он продвигал его как замену пасхального кролика представителем местной дикой природы.

## История
Среди изготовителей шоколада, которые делают пожертвования на сохранение билби, известны компании Pink Lady и Haigh’s Chocolates . В 2014 году Pink Lady жертвовала 30 центов с каждой крупной распродажи и 1 доллар за каждые 10 упаковок. Материнская компания Fyna Foods производит шоколадные билби и другие образы типично австралийской фауны в серии шоколада «Australian Bush Friends Easter». 20 центов c каждого набора Bush Friends жертвуется в Фонд сохранения билби. В 2015 году этот шоколад принёс фонду более 33 000 долларов.
В течение трёх лет до 2018 года компания Cadbury жертвовала 10 000 долларов в год в Фонд сохранения билби, не являясь его официальным партнёром. В 2018 год Cadbury прекратила производство шоколадных билби, в результате чего крупные супермаркеты Coles и Woolworths перестали продавать эти товары.
Компания Darrell Lea начала продажи шоколадных билби в 1999 году. В 2009 году объём продаж билби у Darrell Lea был сопоставим с продажами шоколадных зайцев. С 1999 по 2008 год Darrell Lea привлёк 300 000 долларов в Фонд сохранения билби. До закрытия своих магазинов в 2012 году Darrell Lea жертвовала от продажи шоколадных билби около 60 000 долларов в год в Фонд сохранения билби.
Автор и иллюстратор австралийских детских книг Ирена Сибли с 1994 по 2000 год выпустила три книги о пасхальном билби, в том числе бестселлер «Первая Пасха у билби», изданный издательством Silver Gum Press в 1994 году.
В 1993 году австралийская детская писательница Джени Брайт написала рассказ «Пасхальный билби Бурра Ниму». В нём рассказывается, как Бурра, застенчивая, но смелая малышка, решает спасти землю от кроликов и лис, которые её разрушают. Бурра собирается вместе с семьёй и друзьями, чтобы покрасить пасхальные яйца для детей и попросить их о помощи. Но прежде чем отправиться в путь к детям, они должны перехитрить армию кроликов. В дополнении к рассказу действует некоммерческий веб-сайт «Пасхальный билби Бурра Ниму», он содержит сведения о билби и других исчезающих австралийских видах. Иллюстрации для него создала австралийский иллюстратор Джанет Селби.
В 2003 году средства от продажи шоколадных билби использовали для постройки в Национальном парке Керравиня 20-километрового забора против хищников.
С 2017 года покупателей призывали покупать шоколадные билби с зелёной меткой, обозначающей, что средства от продажи идут на сохранение билби. Однако в течение последнего десятилетия интерес австралийцев к пасхальному билби снизился, о чём свидетельствуют статистика онлайн-поисков и частота упоминаний в крупных газетах. В сочетании с изменениями в австралийской шоколадной промышленности, в том числе решением Cadbury и Darrell Lea прекратить производство шоколадных билби, это привело к тому, что пасхальный билби становится нишевым продуктом на обочине массовой австралийской культуры. В 2019 году Cadbury объявила, что больше не будет производить шоколадные билби, и ни один крупный супермаркет не продавал их.